# Lista de mesorregiões e microrregiões de Sergipe

Mapa de Sergipe mostrando seus municípios agrupados em microrregiões, que por sua vez estão agrupadas em mesorregiões.

Esta é a lista de mesorregiões e microrregiões de Sergipe, estado brasileiro da Região Nordeste do país. O estado de Sergipe foi dividido geograficamente pelo IBGE em três mesorregiões, que por sua vez abrangiam 13 microrregiões, segundo o quadro vigente entre 1989 e 2017.
Em 2017, o IBGE extinguiu as mesorregiões e microrregiões, criando um novo quadro regional brasileiro, com novas divisões geográficas denominadas, respectivamente, regiões geográficas intermediárias e imediatas.

## Mesorregiões de Sergipe
| Mesorregião       | Código | Número de municípios | Localização          | Microrregiões                        | Código |
| ----------------- | ------ | -------------------- | -------------------- | ------------------------------------ | ------ |
| Sertão Sergipano  | 01     | 15                   |                      | Sergipana do Sertão do São Francisco | 001    |
| Sertão Sergipano  | 01     | 15                   | Carira               | 002                                  |        |
| Agreste Sergipano | 02     | 18                   |                      | Nossa Senhora das Dores              | 003    |
| Agreste Sergipano | 02     | 18                   | Agreste de Itabaiana | 004                                  |        |
| Agreste Sergipano | 02     | 18                   | Tobias Barreto       | 005                                  |        |
| Agreste Sergipano | 02     | 18                   | Agreste de Lagarto   | 006                                  |        |
| Leste Sergipano   | 03     | 42                   |                      | Propriá                              | 007    |
| Leste Sergipano   | 03     | 42                   | Cotinguiba           | 008                                  |        |
| Leste Sergipano   | 03     | 42                   | Japaratuba           | 009                                  |        |
| Leste Sergipano   | 03     | 42                   | Baixo Cotinguiba     | 010                                  |        |
| Leste Sergipano   | 03     | 42                   | Aracaju              | 011                                  |        |
| Leste Sergipano   | 03     | 42                   | Boquim               | 012                                  |        |
| Leste Sergipano   | 03     | 42                   | Estância             | 013                                  |        |

## Microrregiões de Sergipe divididas por mesorregiões

### Mesorregião do Sertão Sergipano
| Microrregião                         | Código | Localização             | Municípios               |
| ------------------------------------ | ------ | ----------------------- | ------------------------ |
| Sergipana do Sertão do São Francisco | 001    |                         | Canindé de São Francisco |
| Sergipana do Sertão do São Francisco | 001    | Feira Nova              |                          |
| Sergipana do Sertão do São Francisco | 001    | Gararu                  |                          |
| Sergipana do Sertão do São Francisco | 001    | Graccho Cardoso         |                          |
| Sergipana do Sertão do São Francisco | 001    | Itabi                   |                          |
| Sergipana do Sertão do São Francisco | 001    | Monte Alegre de Sergipe |                          |
| Sergipana do Sertão do São Francisco | 001    | Nossa Senhora da Glória |                          |
| Sergipana do Sertão do São Francisco | 001    | Poço Redondo            |                          |
| Sergipana do Sertão do São Francisco | 001    | Porto da Folha          |                          |
| Carira                               | 002    |                         | Carira                   |
| Carira                               | 002    | Frei Paulo              |                          |
| Carira                               | 002    | Nossa Senhora Aparecida |                          |
| Carira                               | 002    | Pedra Mole              |                          |
| Carira                               | 002    | Pinhão                  |                          |
| Carira                               | 002    | Ribeirópolis            |                          |

### Mesorregião do Agreste Sergipano
| Microrregião            | Código | Localização             | Municípios   |
| ----------------------- | ------ | ----------------------- | ------------ |
| Nossa Senhora das Dores | 003    |                         | Aquidabã     |
| Nossa Senhora das Dores | 003    | Cumbe                   |              |
| Nossa Senhora das Dores | 003    | Malhada dos Bois        |              |
| Nossa Senhora das Dores | 003    | Muribeca                |              |
| Nossa Senhora das Dores | 003    | Nossa Senhora das Dores |              |
| Nossa Senhora das Dores | 003    | São Miguel do Aleixo    |              |
| Agreste de Itabaiana    | 004    |                         | Areia Branca |
| Agreste de Itabaiana    | 004    | Campo do Brito          |              |
| Agreste de Itabaiana    | 004    | Itabaiana               |              |
| Agreste de Itabaiana    | 004    | Macambira               |              |
| Agreste de Itabaiana    | 004    | Malhador                |              |
| Agreste de Itabaiana    | 004    | Moita Bonita            |              |
| Agreste de Itabaiana    | 004    | São Domingos            |              |
| Tobias Barreto          | 005    |                         | Poço Verde   |
| Tobias Barreto          | 005    | Simão Dias              |              |
| Tobias Barreto          | 005    | Tobias Barreto          |              |
| Agreste de Lagarto      | 006    |                         | Lagarto      |
| Agreste de Lagarto      | 006    | Riachão do Dantas       |              |

### Mesorregião do Leste Sergipano
| Microrregião     | Código | Localização              | Municípios              |
| ---------------- | ------ | ------------------------ | ----------------------- |
| Propriá          | 007    |                          | Amparo de São Francisco |
| Propriá          | 007    | Brejo Grande             |                         |
| Propriá          | 007    | Canhoba                  |                         |
| Propriá          | 007    | Cedro de São João        |                         |
| Propriá          | 007    | Ilha das Flores          |                         |
| Propriá          | 007    | Neópolis                 |                         |
| Propriá          | 007    | Nossa Senhora de Lourdes |                         |
| Propriá          | 007    | Propriá                  |                         |
| Propriá          | 007    | Santana do São Francisco |                         |
| Propriá          | 007    | Telha                    |                         |
| Cotinguiba       | 008    |                          | Capela                  |
| Cotinguiba       | 008    | Divina Pastora           |                         |
| Cotinguiba       | 008    | Santa Rosa de Lima       |                         |
| Cotinguiba       | 008    | Siriri                   |                         |
| Japaratuba       | 009    |                          | Japaratuba              |
| Japaratuba       | 009    | Japoatã                  |                         |
| Japaratuba       | 009    | Pacatuba                 |                         |
| Japaratuba       | 009    | Pirambu                  |                         |
| Japaratuba       | 009    | São Francisco            |                         |
| Baixo Cotinguiba | 010    |                          | Carmópolis              |
| Baixo Cotinguiba | 010    | General Maynard          |                         |
| Baixo Cotinguiba | 010    | Laranjeiras              |                         |
| Baixo Cotinguiba | 010    | Maruim                   |                         |
| Baixo Cotinguiba | 010    | Riachuelo                |                         |
| Baixo Cotinguiba | 010    | Rosário do Catete        |                         |
| Baixo Cotinguiba | 010    | Santo Amaro das Brotas   |                         |
| Aracaju          | 011    |                          | Aracaju                 |
| Aracaju          | 011    | Barra dos Coqueiros      |                         |
| Aracaju          | 011    | Nossa Senhora do Socorro |                         |
| Aracaju          | 011    | São Cristóvão            |                         |
| Boquim           | 012    |                          | Arauá                   |
| Boquim           | 012    | Boquim                   |                         |
| Boquim           | 012    | Cristinápolis            |                         |
| Boquim           | 012    | Itabaianinha             |                         |
| Boquim           | 012    | Pedrinhas                |                         |
| Boquim           | 012    | Salgado                  |                         |
| Boquim           | 012    | Tomar do Geru            |                         |
| Boquim           | 012    | Umbaúba                  |                         |
| Estância         | 013    |                          | Estância                |
| Estância         | 013    | Indiaroba                |                         |
| Estância         | 013    | Itaporanga d'Ajuda       |                         |
| Estância         | 013    | Santa Luzia do Itanhi    |                         |